# اوبرایزنباخ
اوبرایزنباخ (به آلمانی: Übereisenbach) یک شهر در آلمان است که در بیتبورگ-پروم واقع شده‌است. اوبرایزنباخ ۵۱ نفر جمعیت دارد.